# L'Homme à l'Hispano (1926)
L'Homme à l'Hispano is een Franse dramafilm uit 1926 onder regie van Julien Duvivier. Destijds werd de film uitgebracht onder de titel De man met de Hispano.

## Verhaal
Georges Dewalter is vrijwel bankroet. Hij trekt met zijn luxueuze Hispano Suiza weg uit Frankrijk. In Biarritz leert hij de rijke, maar ongelukkige getrouwde Stéphane Oswill kennen. Georges en Stéphane worden verliefd op elkaar, maar hij vertelt haar niet over zijn financiën.

## Rolverdeling
| Acteur             | Personage            |
| ------------------ | -------------------- |
| Huguette Duflos    | Stéphane Oswill      |
| Georges Galli      | Georges Dewalter     |
| Acho Chakatouny    | Lord Oswill          |
| Madeleine Rodrigue | Mevrouw Déléone      |
| Anthony Gildès     | Meester Mont-Normand |
| Angèle Decori      | Antoinette           |
| Georges Péclet     | Déléone              |
| Luc Dartagnan      | Bewaker              |
| Mendès             | Jachtopziener        |